# Lepiota aspera
Lepiota aspera es una especie de hongo basidiomiceto del orden Agaricales, que habita tanto en bosques de coníferas como de caducifolios, así como en zonas despejadas y entre arbustos. La seta de este hongo no es comestible, ya que tiene olor y sabor desagradables.

## Descripción
El cuerpo fructífero de este hongo presenta un sombrerillo de entre 10 y 12 cm, de forma cónica o acampanada en ejemplares jóvenes, que se aplana conforme la seta madura. Es de color pardusco algo rojizo, y está cubierto de excrecencias verrugosas de forma cónica. Las láminas son libres, delgadas y apretadas, de color blanco y algo dentadas. El pie tiene una altura de hasta 12 cm un diámetro de 1 a 2 cm, de color blancuzco y con un anillo membranoso o deshilachado. La parte inferior del pie es algo más ancha. La esporada es blanca.

## Posibilidades de confusión
Dentro del género Lepiota, existen otras especies con excrecencias puntiagudas que podrían ser confundidas con L. aspera. Así, L. hystrix y L. echinacea, que habitan en bosques húmedos y zonas arboladas, podrían pasar por ejemplares de esta especie, aunque sus setas son de menor tamaño.